# Fiodor Konstantinow
Fiodor Wasiljewicz Konstantinow (ros. Фёдор Васи́льевич Константи́нов; ur. 8 lutego?/21 lutego 1901 we wsi Nowosiołki w guberni niżnonowogrodzkiej, zm. 8 grudnia 1991 w Moskwie) – radziecki filozof, dziennikarz i działacz partyjny.

## Życiorys
Od 1918 był członkiem RKP(b). W 1932 roku ukończył Instytut Czerwonej Profesury. Od 1932 pracował jako wykładowca, 1945-1951 był pracownikiem Instytutu Filozofii Akademii Nauk ZSRR. Do 1949 sekretarz komitetu WKP(b) Instytutu Filozofii Akademii Nauk ZSRR, 1952−1954 redaktor naczelny pisma "Woprosy Fiłosofii", 1954−1955 rektor Akademii Nauk Społecznych przy KC KPZR, 1955–1956 kierownik Wydziału Propagandy i Agitacji KC KPZR. Od 25 lutego 1956 do 17 października 1961 zastępca członka KC KPZR, 1956–1958 kierownik Wydziału Propagandy i Agitacji KC KPZR ds. republik związkowych, 1958–1962 redaktor naczelny pisma "Kommunist", 1962-1968 dyrektor Instytutu Filozofii Akademii Nauk ZSRR. Od 23 października 1953 członek korespondent Akademii Nauk ZSRR, od 26 czerwca 1964 akademik Akademii nauk ZSRR, od 1967 akademik-sekretarz Wydziału Filozofii i Prawa Akademii Nauk ZSRR, od 1971 prezydent Towarzystwa Filozoficznego ZSRR. Pochowany na Cmentarzu Trojekurowskim.

## Odznaczenia
- Order Lenina (trzykrotnie - 1961, 1975 i 1981)
- Order Rewolucji Październikowej (1971)
- Order Czerwonego Sztandaru Pracy (1967)
- Order Czerwonej Gwiazdy (dwukrotnie - 1943 i 1945)
- Order Przyjaźni Narodów (1986)
- Order „Znak Honoru” (1954)
- Order Cyryla i Metodego (Ludowa Republika Bułgarii, 1971)

I medale.

## Prace
Przekłady na język polski
- O materialistycznym i dialektycznym pojmowaniu dziejów. przekł. Gabrieli Roklewskiej. S.l. : Płomienie, 1948. Brak numerów stron w książce 50, [2] s. ; 20 cm.
- O religii. Kraków: 1956. Brak numerów stron w książce 14, [1] s. ; 20 cm.
- Podstawy filozofii marksistowskiej. zespół autorski F.W. Konstantinow et al. ; tł. Marian Drużkowski et al.. Wyd. 2. Warszawa: Książka i Wiedza, 1961. Brak numerów stron w książce 902, [1] s. ; 21 cm.
- Fiodor Konstantinow, Władisław Kelle, Teodor Ojzerman, Mark Roziental, i in.: Podstawy filozofii marksistowsko-leninowskiej. Pod redakcją F.W. Konstantinowa ; z ros. przeł. Henryk Widłaszewski. Warszawa: Książka i Wiedza, 1980. Brak numerów stron w książce 672, [3] s. ; 20 cm.